# Lafourche Crossing, Louisiana
Lafourche Crossing, Louisiana (енгл. Lafourche Crossing) насељено је место без административног статуса у америчкој савезној држави Луизијана.

## Демографија
По попису из 2010. године број становника је 2.002.
| Група             | 2000.    | 2010.         |
| Белци             | 0 (0,0%) | 1.675 (83,7%) |
| Афроамериканци    | 0 (0,0%) | 236 (11,8%)   |
| Азијати           | 0 (0,0%) | 13 (0,6%)     |
| Хиспаноамериканци | 0 (0,0%) | 37 (1,8%)     |
| Укупно            | 0        | 2.002         |